# Liste der Bodendenkmale in Berne
In der Liste der Bodendenkmale in Berne sind die Bodendenkmale der niedersächsischen Gemeinde Berne aufgeführt. Die Quelle ist der Denkmalatlas Niedersachsen.
- Bitte beachten Sie, dass diese Liste keinen Anspruch auf Vollständigkeit erhebt.
- Die Angaben ersetzen nicht die rechtsverbindliche Auskunft der zuständigen Denkmalschutzbehörde.
- Es sind nur Daten aus dem Denkmalatlas verarbeitet.
- Der Stand der Liste ist der 26. April 2025.

Berne im Landkreis Wesermarsch

## Allgemein
In den Spalten finden sich folgende Informationen des Bodendenkmales:
| Lage         | geographische Koordinaten                                                           |
| Bezeichnung  | Bezeichnung lt. Denkmalatlas                                                        |
| Beschreibung | Beschreibung lt. Denkmalatlas                                                       |
| ID           | Objekt-ID                                                                           |
| Bild         | Bild, ggf. zusätzlich mit Link zu weiteren Fotos im Medienarchiv Wikimedia Commons. |

## Berne
| Lage                        | Bezeichnung        | Beschreibung                                                         | ID       | Bild |
| --------------------------- | ------------------ | -------------------------------------------------------------------- | -------- | ---- |
| 53° 13′ 1″ N, 8° 28′ 2″ O   | Berne 1, Deich     | Teilstück ID: 32200110 Teilstück ID: 32199857 Teilstück ID: 32200343 | 32199741 | BW   |
| 53° 11′ 51″ N, 8° 28′ 47″ O | Berne 2, Wurt      |                                                                      | 32199721 | BW   |
| 53° 11′ 1″ N, 8° 28′ 39″ O  | Berne 4, Kirchwurt |                                                                      | 32200355 | BW   |
| 53° 12′ 34″ N, 8° 27′ 9″ O  | Berne 7, Wurt      |                                                                      | 32200114 | BW   |
| 53° 11′ 51″ N, 8° 27′ 44″ O | Berne 8, Deich     | Teilstück ID: 32199867                                               | 32200214 | BW   |
| 53° 11′ 0″ N, 8° 28′ 47″ O  | Berne 23, Wurt     |                                                                      | 32199617 | BW   |
| 53° 9′ 42″ N, 8° 30′ 36″ O  | Berne 44, Dorfwurt |                                                                      | 32200338 | BW   |
| 53° 12′ 13″ N, 8° 27′ 50″ O | Berne 133, Deich   | Teilstück ID: 32200351                                               | 32199609 | BW   |

## Neuenhuntorf
| Lage                        | Bezeichnung                | Beschreibung | ID       | Bild |
| --------------------------- | -------------------------- | ------------ | -------- | ---- |
| 53° 9′ 37″ N, 8° 25′ 37″ O  | Neuenhuntorf 4, Kirchwurt  |              | 32199740 | BW   |
| 53° 8′ 29″ N, 8° 24′ 7″ O   | Neuenhuntorf 6, Moorweg    |              | 32200109 | BW   |
| 53° 10′ 55″ N, 8° 25′ 27″ O | Neuenhuntorf 17, Kirchwurt |              | 32200244 | BW   |

## Warfleth
| Lage                        | Bezeichnung          | Beschreibung | ID       | Bild |
| --------------------------- | -------------------- | ------------ | -------- | ---- |
| 53° 10′ 59″ N, 8° 31′ 46″ O | Warfleth 2, Dorfwurt |              | 32200352 | BW   |